# Uvaria leichhardtii
Uvaria leichhardtii är en kirimojaväxtart som först beskrevs av Ferdinand von Mueller, och fick sitt nu gällande namn av L. L. Zhou, Y. C. F. Su och R. M. K. Sau. Uvaria leichhardtii ingår i släktet Uvaria och familjen kirimojaväxter. Inga underarter finns listade i Catalogue of Life.